# Hemigraphis javanica
Hemigraphis javanica är en akantusväxtart som beskrevs av Cornelis Eliza Bertus Bremekamp. Hemigraphis javanica ingår i släktet Hemigraphis och familjen akantusväxter. Inga underarter finns listade i Catalogue of Life.